# IPad Air
iPad Air — планшетный компьютер, разработанный и продаваемый Apple Inc. Он был анонсирован 22 октября 2013 года и выпущен 1 ноября 2013 года. Часть линейки планшетных компьютеров iPad, iPad Air имеет более тонкий дизайн. чем его предшественники, похожие на современный iPad Mini 2.
Преемник iPad Air, iPad Air 2, был анонсирован 16 октября 2014 года и выпущен 22 октября 2014 года, однако варианты на 64 ГБ и 128 ГБ были сняты с производства, а затем 16 ГБ и 32 ГБ 21 марта 2016 года после выпуска 9,7-дюймового iPad Pro, но производство iPad Mini 2 продолжалось до 21 марта 2017 года, когда был анонсирован iPad 2017 года.

## Презентация планшета
iPad Air был представлен в Центре современного искусства Yerba Buena в Сан-Франциско 22 октября 2013 года, на презентации корпорации Apple под названием "We still have a lot to cover" (рус. "У нас ещё много, о чём рассказать."). Представлял планшет старший вице-президент по маркетингу корпорации Apple – Фил Шиллер. Название «iPad Air» стало сенсацией, так как такого поворота событий никто не ожидал.

## Основные отличия от iPad 4-го поколения
iPad Air получил новый дизайн, соответствующий стилистике iPad mini. Благодаря такому решению, он стал значительно компактнее (меньше в ширину на 16.2 мм) и легче (на 28%). Также планшет убавил 2 мм в толщине (20%). В iPad Air стоит процессор Apple A7 с частотой 1.4 ГГц, построенный на 64-битной архитектуре, а ещё появился дополнительный сопроцессор Apple M7, который собирает и обрабатывает данные от интегрированных датчиков акселерометра, гироскопа и компаса. Это было сделано для того, чтобы облегчить нагрузку на центральный процессор и уменьшить расход энергии. Также установлен графический сопроцессор 6-го поколения от Imagination Technologies PowerVR G6430 (предположительно 4-кластерный). Ещё одним характерным отличием являются стерео-динамики, которые впервые появились в первом поколении iPad mini. Динамики неудачно размещены - только на одной стороне устройства, что ухудшает эффект стерео-звучания, и могут закрываться ладонью при работе.

## Технические характеристики
На корпусе устройства расположено пять механических кнопок: кнопка «Home» под дисплеем, кнопка «Power» на верхней боковой грани, кнопки регулировки громкости (+/-) на правой боковой грани, а также переключатель беззвучного режима на правой боковой грани. Также установлен датчик внешней освещённости, трёхосевой гироскоп, акселерометр.
Планшет выпускается в двух вариантах – 
 Wi-Fi only и Wi-Fi+Cellular. Во всех вариантах имеется поддержка сетей Wi-Fi 802.11 a/b/g/n (частотные диапазоны 2.4 ГГц и 5 ГГц) и Bluetooth 4.0.
iPad Air изначально продавался с объёмом внутренней памяти в 16, 32, 64 или 128 гигабайт без возможности расширения. В планшете используется процессор Apple A7, построенный на 64-битной архитектуре. Он содержит два ядра, по 1,4 ГГц каждое. По сравнению с iPhone 5s, частота процессора iPad Air была увеличена на 100 МГц.
Также в планшете установлены две камеры: 5-мегапиксельная основная камера iSight с возможностью записи видео Full HD 1080p, и 1.2-мегапиксельная фронтальная камера FaceTime HD с возможностью записи видео HD 720p. Дисплей устройства имеет разрешение в 2048 x 1536 пикселей (264 ppi).
Поддерживаемые звуковые форматы: AAC (от 8 до 320 кбит/с), защищённый AAC (для файлов из iTunes Store), HE-AAC, MP3 (от 8 до 320 кбит/с), MP3 VBR, Audible (форматы 2, 3, 4, Audible Enhanced Audio, AAX и AAX+), Apple Lossless, AIFF и WAV.
Поддерживаемые видеоформаты: видео H.264 с разрешением до 1080p, до 60 кадров/с, высокий профиль уровня 4.1 со звуком AAC-LC до 160 кбит/с, 48 кГц, стереозвук в форматах .m4v, .mp4 и .mov; видео MPEG-4, до 2,5 Мбит/с, 640 х 480 пикселей, 30 кадров/с, профиль Simple Profile со звуком AAC-LC до 160 кбит/с на канал, 48 кГц, стереозвук в форматах .m4v, .mp4 и .mov; Motion JPEG (M-JPEG) до 35 Мбит/с, 1280 x 720 пикселей, 30 кадров/с, аудио в формате ulaw, стереозвук PCM в формате .avi.
Используется литий-ионный аккумулятор мощностью 32.9 Вт⋅ч.
По заявлениям Apple от одной зарядки планшет может проиграть 10 часов видео, 140 часов звука, либо находиться в состоянии ожидания до одного месяца.
iPad Air доступен в двух цветах: «Space Gray» и «Silver».

## Комплектация
- iPad Air
- Lightning to USB connector
- 12W USB Power Adapter
- Печатная документация
- Apple стикеры (2 шт.)
- Скрепка для изъятия лотка для Sim-карты* (только у модели Wi-Fi+Cellular)

В iPad Air используется формат nano-sim.

## Прием

### Критический прием
iPad Air получил в основном положительные отзывы. В статье для AnandTech Ананд Лал Шимпи пишет, что iPad Air «кажется истинным преемником iPad 4», хваля его за меньший вес и размер. Далее Шимпи заявляет, что Air «обеспечивает баланс функций, дизайна и эргономики, который, я думаю, мы никогда не видели в iPad». Оставьте положительный отзыв, похвалив процессор A7 и обновленную камеру, а также четкий и красочный дисплей. В заключение он заявил: «Трудно выразить словами, насколько Apple улучшила iPad, предлагая потрясающий уровень детализации и мощности с непревзойденным качеством сборки». Кристина Боннингтон из Wired присвоила Air рейтинг 8 из 10, назвав производительность «выдающейся» и отметив, что видеопотоки высокой четкости и игровая анимация «плавные и без заиканий». Она также похвалила скорость загрузки веб-браузера Safari.
Боннингтон раскритиковал выступающих за некоторую путаницу. Соучредитель Apple Inc. Стив Возняк раскритиковал акцент на уменьшении размера и веса, а не на увеличении места для хранения, и заявил, что ему не нужен iPad Air, поскольку он не соответствует его личным потребностям. Дэйв Смит из International Business Times написал, что, хотя устройство было хорошим, оно не привнесло ничего нового в iPad. Смит резко раскритиковал отсутствие сканера отпечатков пальцев и отметил, что обновления, такие как увеличение скорости, уменьшение размера и веса, были лишь небольшими улучшениями.

### Коммерческий прием
Дата запуска iPad Air не была такой большой, как обычно для продуктов Apple; однако аналитики ожидали этого из-за задержки выпуска iPad Mini 2. iPad Air был распродан в Гонконге всего через 2 часа после того, как он стал доступен в Интернете.